# Abell 33
Abell 33 é uma nebulosa planetária, localizada a 2700 anos luz de distância na constelação de Hydra. Que reside muito perto da sua estrela vizinha HD 83535. A aparência "anel de diamante" é provocada por uma estrela de primeiro plano que não faz parte da nebulosa.